# NBZ80
Il NBZ80 è un microcomputer prodotto dall'azienda italiana SGS-ATES intorno al 1979, basato sul microprocessore Z80. Era commercializzato con finalità didattiche nell'insegnamento dei sistemi a microprocessore dell'epoca, e definito dal produttore stesso un Nanocomputer (il termine era un marchio registrato). L'interfaccia primaria è un tastierino esadecimale con display a sette segmenti da 8 cifre incorporato, collegato al blocco principale tramite cavo piatto. Per la sperimentazione con circuiti elettronici veniva offerta la versione NBZ80-S, comprensiva di apposita basetta per hardware.